# نونا ماردوکووا
نونا ماردوکووا (انگلیسی: Nonna Mordyukova؛ ‏ ۲۵ نوامبر ۱۹۲۵ – ۶ ژوئیهٔ ۲۰۰۸) بازیگر اهل اوکراین بود. وی بین سال‌های ۱۹۴۸ تا ۱۹۹۹ میلادی فعالیت می‌کرد.
از فیلم‌ها یا برنامه‌های تلویزیونی که وی در آن نقش داشته‌است، می‌توان به جنگ و صلح، کمیسر، سی و سه، بازگشت واسیلی بورتنیکوف، نگهبان جوان و رئیس اشاره کرد.
وی همچنین برنده جوایزی همچون جایزه هنرمند مردمی اتحاد جماهیر شوروی شده‌است.